# IAAF World Relays 2014 – sztafeta 4 × 1500 metrów kobiet
Sztafeta 4 × 1500 metrów kobiet – jedna z konkurencji rozgrywanych podczas IAAF World Relays 2014 na Thomas Robinson Stadium w Nassau.

## Terminarz
| Data    | Godzina |       |
| ------- | ------- | ----- |
| 24 maja | 19:45   | Finał |

## Rekordy
| Rekord świata                                  | Kenia · (Eunice Sum, Hellen Obiri, Anne Karingi, Margaret Chelimo)                 | 17:08,17                 | Nairobi, Kenia                | 4 kwietnia 2014          |
| Listy światowe                                 | Kenia · (Eunice Sum, Hellen Obiri, Anne Karingi, Margaret Chelimo)                 | 17:08,17                 | Nairobi, Kenia                | 4 kwietnia 2014          |
| Rekord Afryki                                  | Kenia · (Eunice Sum, Hellen Obiri, Anne Karingi, Margaret Chelimo)                 | 17:08,17                 | Nairobi, Kenia                | 4 kwietnia 2014          |
| Rekord Azji                                    | Brak oficjalnego rekordu                                                           | Brak oficjalnego rekordu | Brak oficjalnego rekordu      | Brak oficjalnego rekordu |
| Rekord Ameryki Północnej, Środkowej i Karaibów | University of Tennessee (Chanelle Price, Phoebe Wright, Rolanda Bell, Sarah Brown) | 17:08,34                 | Filadelfia, Stany Zjednoczone | 24 kwietnia 2009         |
| Rekord Ameryki Południowej                     | Brak oficjalnego rekordu                                                           | Brak oficjalnego rekordu | Brak oficjalnego rekordu      | Brak oficjalnego rekordu |
| Rekord Europy                                  | Brak oficjalnego rekordu                                                           | Brak oficjalnego rekordu | Brak oficjalnego rekordu      | Brak oficjalnego rekordu |
| Rekord Australii i Oceanii                     | Brak oficjalnego rekordu                                                           | Brak oficjalnego rekordu | Brak oficjalnego rekordu      | Brak oficjalnego rekordu |

## Rezultaty

### Finał
| Poz. | Reprezentacja     | Zawodniczki                                                          | Rezultat | Uwagi |
| ---- | ----------------- | -------------------------------------------------------------------- | -------- | ----- |
| 01 ! | Kenia             | Mercy Cherono, Faith Kipyegon, Irene Jelagat, Hellen Obiri           | 16:33,58 | WR    |
| 02 ! | Stany Zjednoczone | Heather Kampf, Katie Mackey, Kate Grace, Brenda Martinez             | 16:55,33 | AR    |
| 03 ! | Australia         | Zoe Buckman, Bridey Delaney, Brittany McGowan, Melissa Duncan        | 17:08,65 | AR    |
| 4.   | Rumunia           | Claudia Bobocea, Florina Pierdevară, Anca Maria Bunea, Lenuța Simiuc | 17:51,48 | NR    |